# مهرجان دڨة الدولي
مهرجان دڨة الدولي هو مهرجان سنوي لل موسيقى ينتظم كل سنة من يوم 25 يوليو إلى يوم 13 شهر أغسطس بالمسرح الرّوماني بمدينة دقة الأثريّة التّابعة لمعتمديّة تبرسق .

## تاريخ المهرجان
يعتبر مهرجان دقّة الدّولي من أقدم و أعرق المهرجانات انطلقت أوّل دوراته سنة 1920 تخلّلتها عروض كوميديّة فرنسيّة و يتّسع لأكثر من 3000 متفرّج .
و شهد أيضا صعود العديد من الفنّانين الأجانب المقيمين في تونس فترة الاستعمار الفرنسي لتونس . بعد الاستقلال عرف المهرجان نجاحا هامّا ، بين السبعينات والثمانينات ، و تحت اشراف السّيد المنصف الشنوفي ، حيث استقبل ثلّة من أهمّ الفنّانين العرب مثل ماجدة الرومي ودريد لحام وعبد الله غيث وأمينة رزق وصباح الجزائري و غيرهم من أقطاب المسرح الفرنسي الكلاسيكي .

## معرض الصور

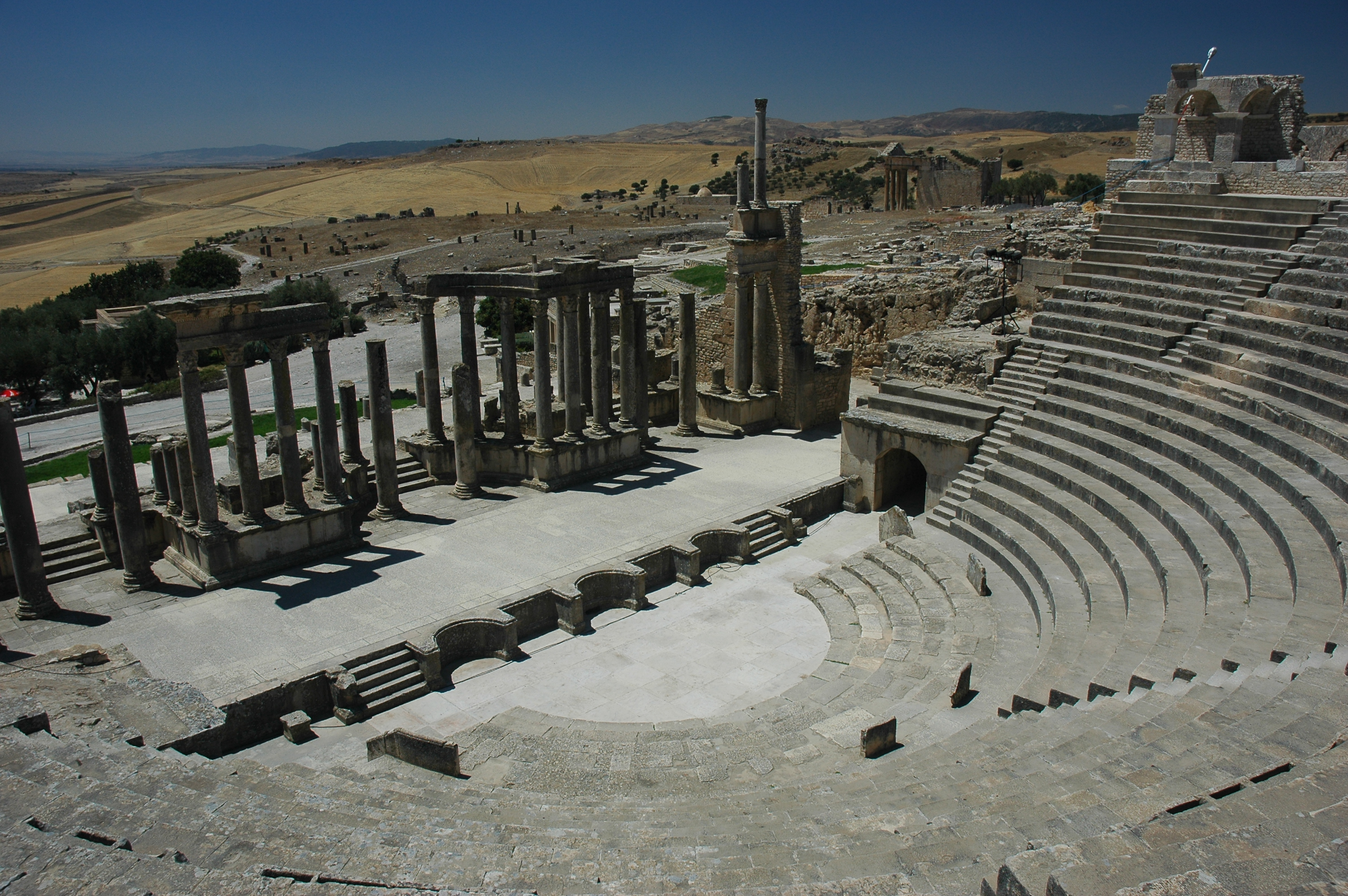
المسرح الرّوماني بدقّة
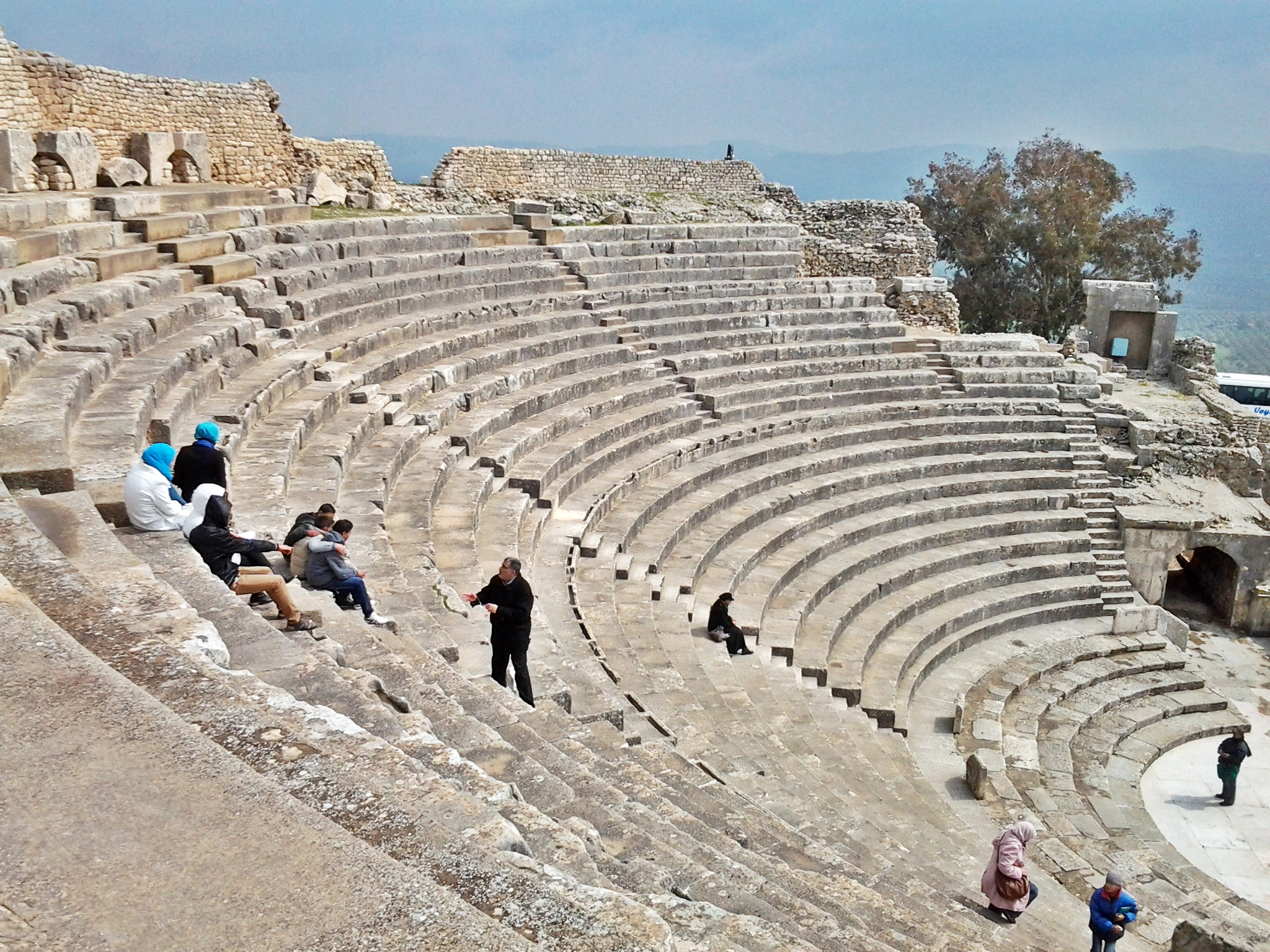
المسرح الرّوماني : المقاعد الخاصّة بالمتفرّجين
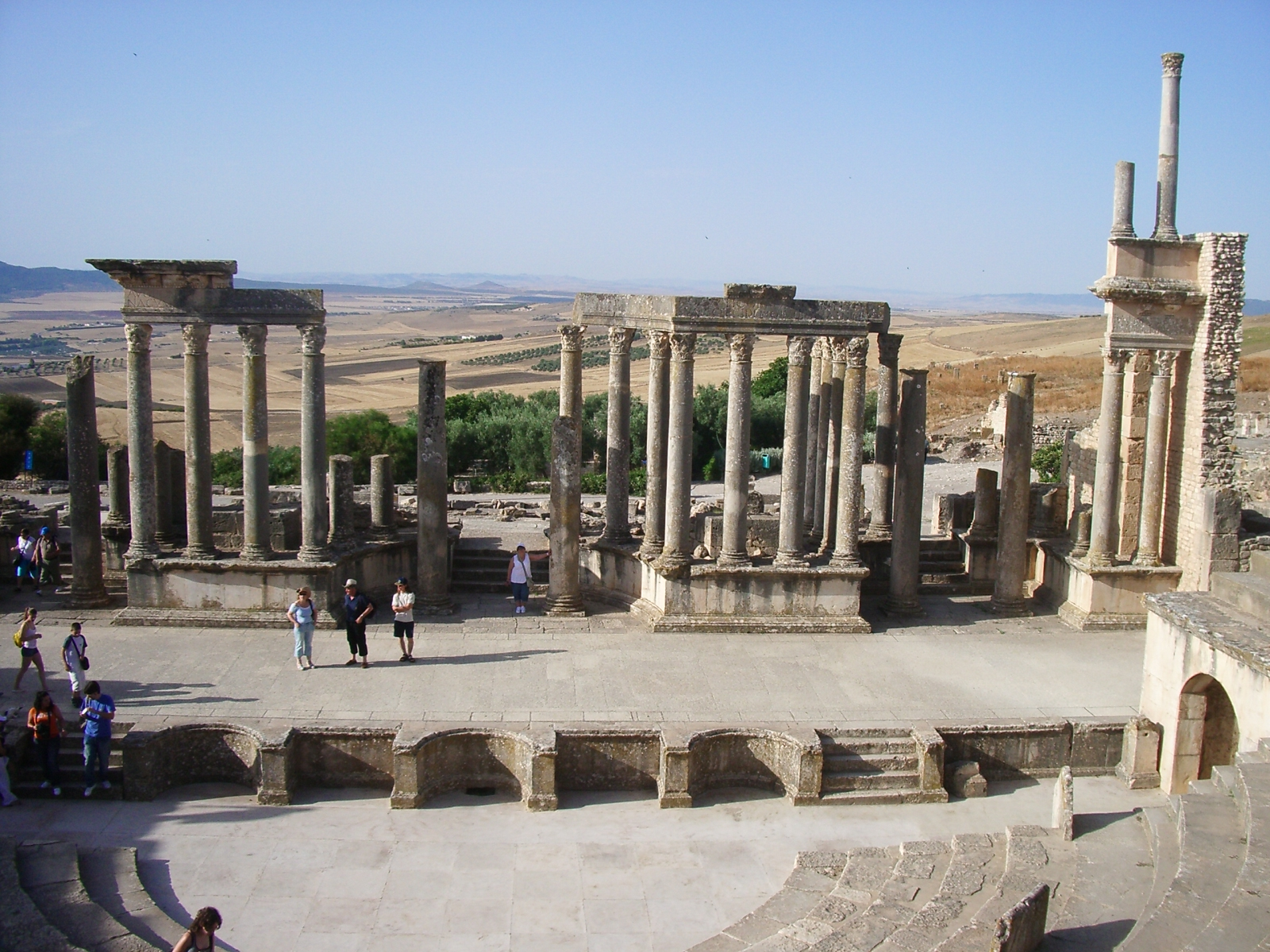
الرّكح الخاص بصعود الفنّانين
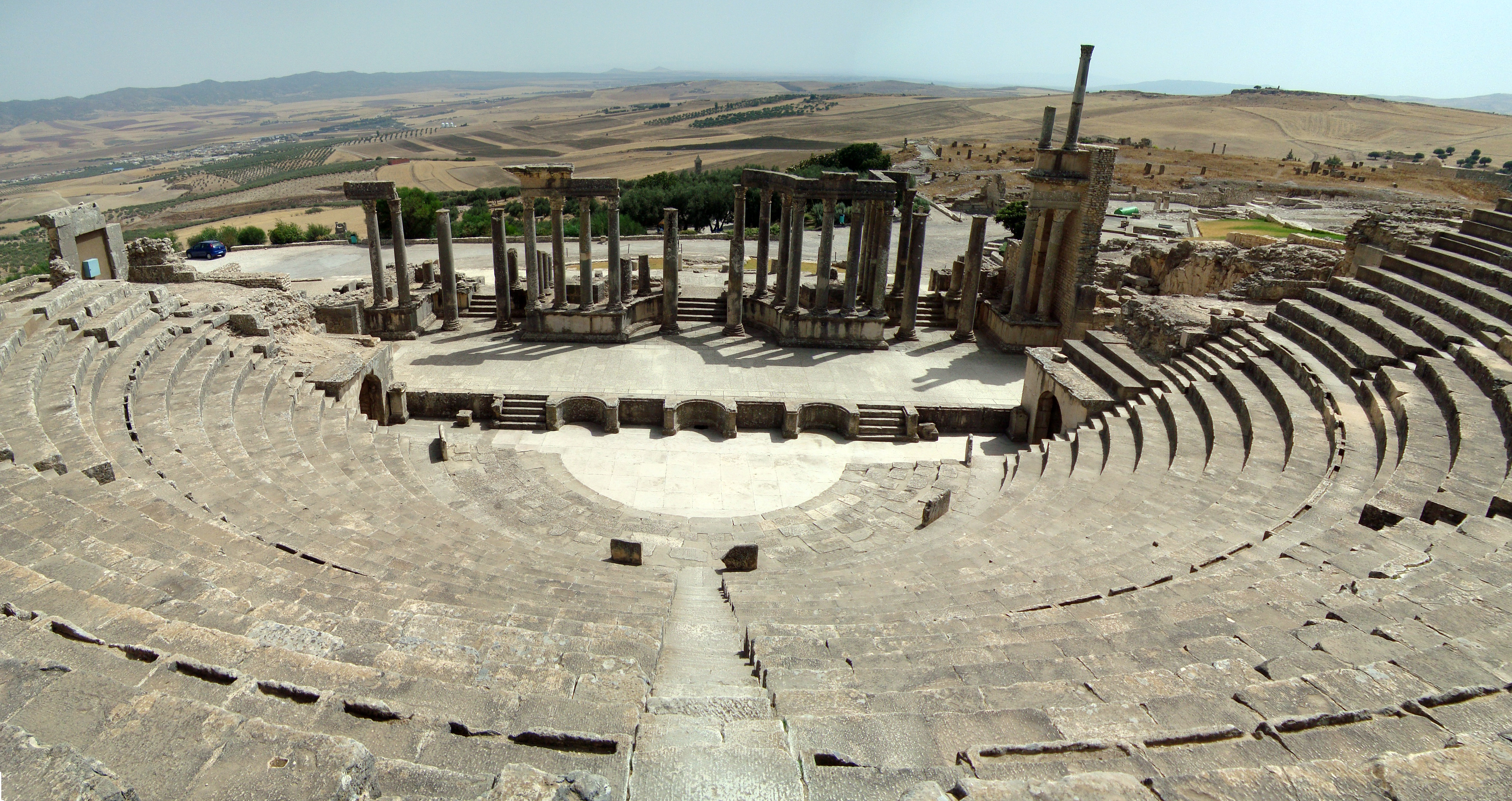
مسرح دقة الأثري
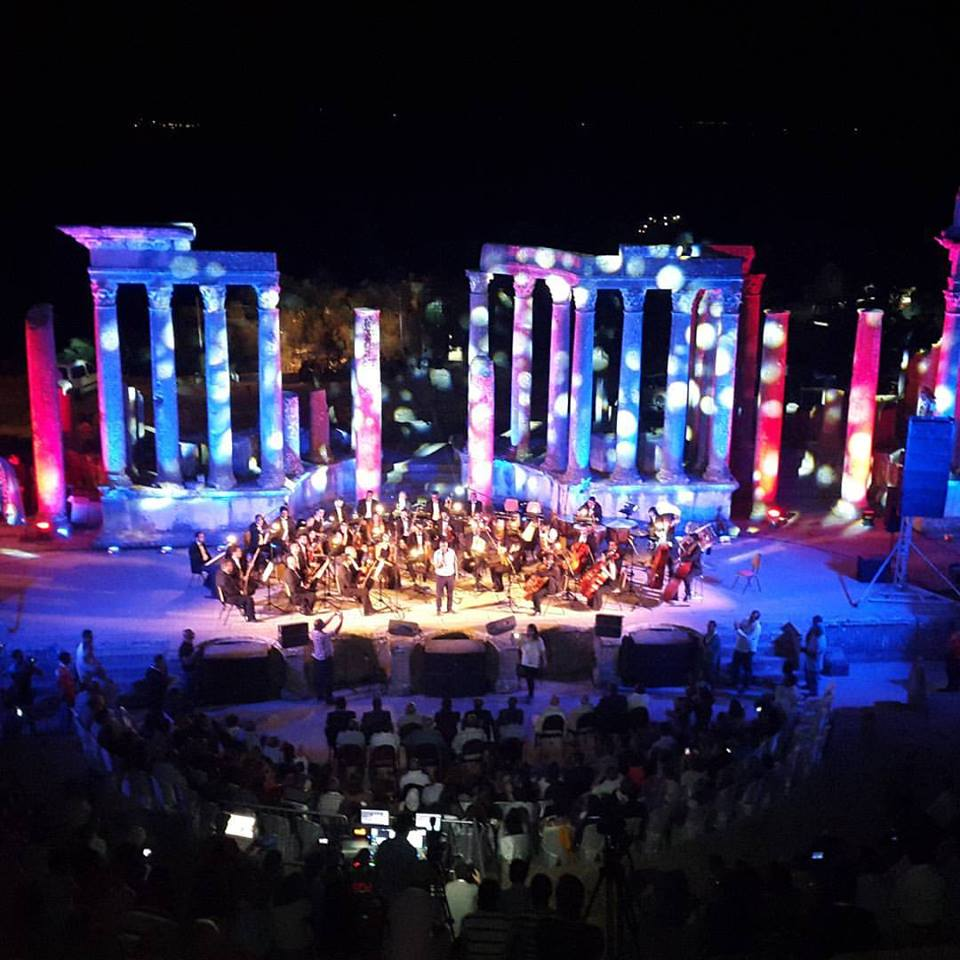
عرض الأوركستر السمفوني التونسي بمهرجان دقة الدولي في دورته الأربعين
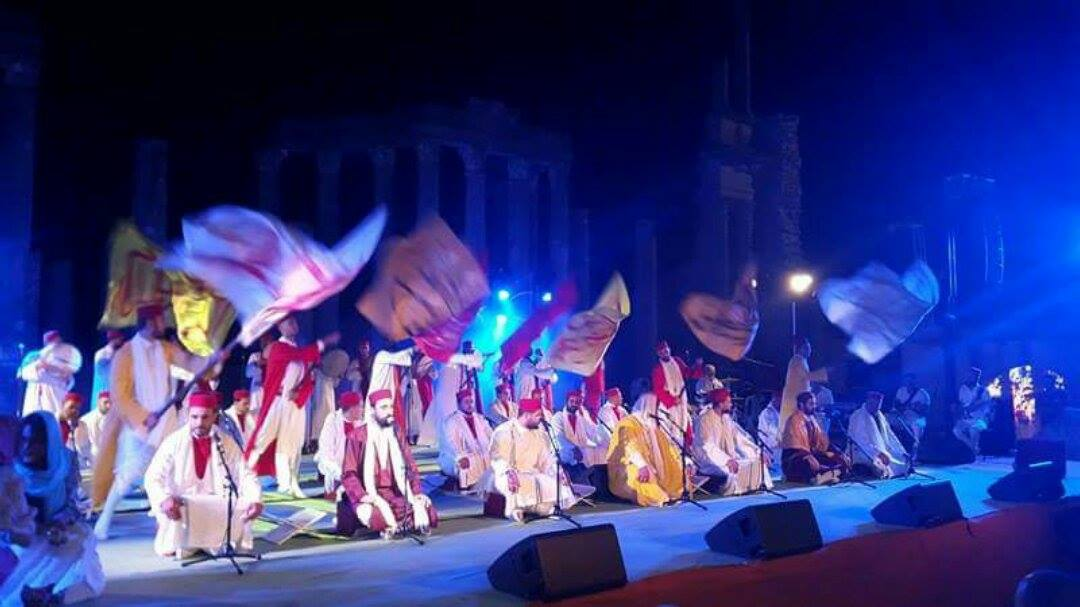
عرض الزيارة بمهرجان دقة الدولي في دورته الأربعين
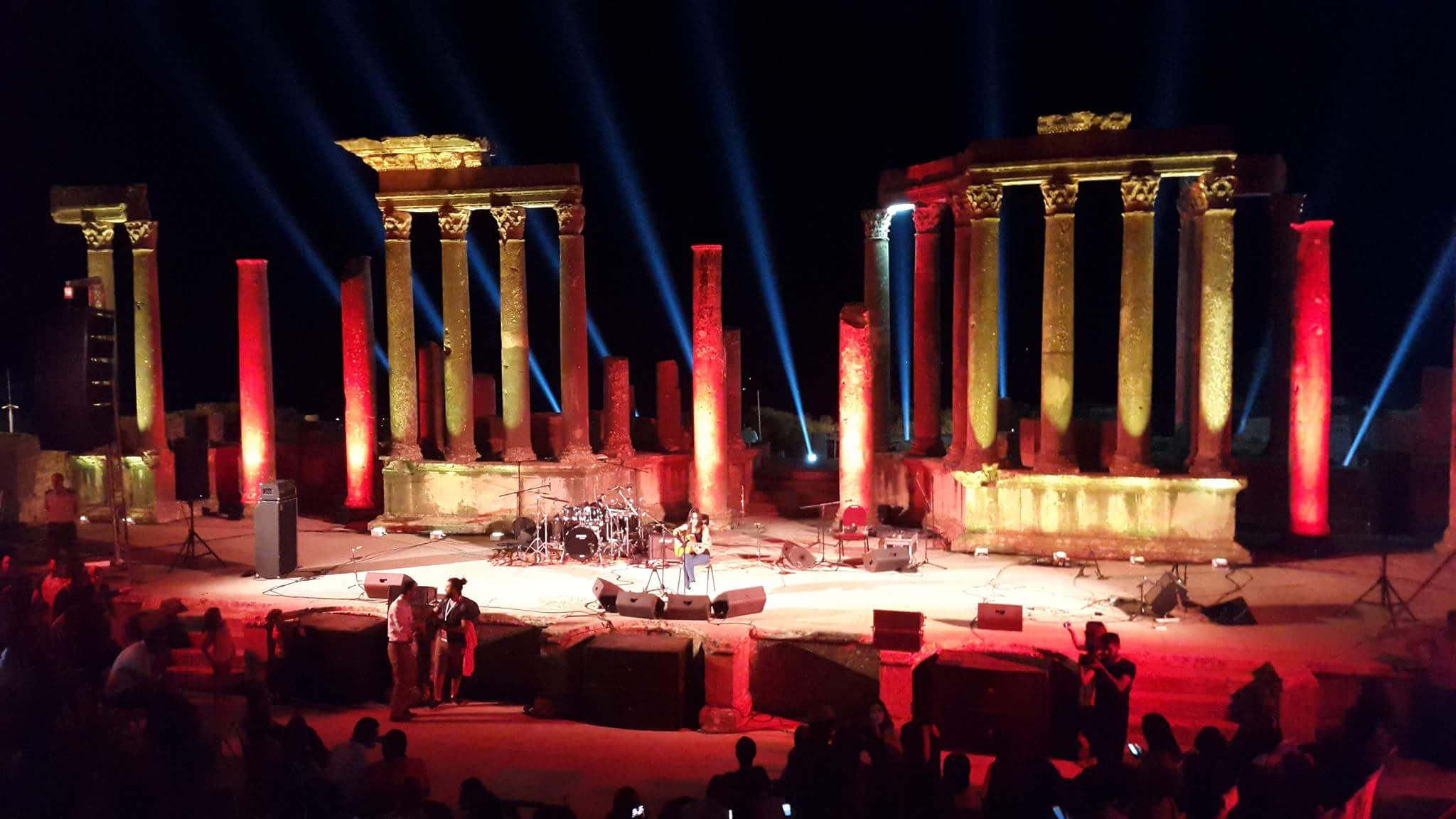
صورة من مهرجان دقة الدولي في دورته الأربعين
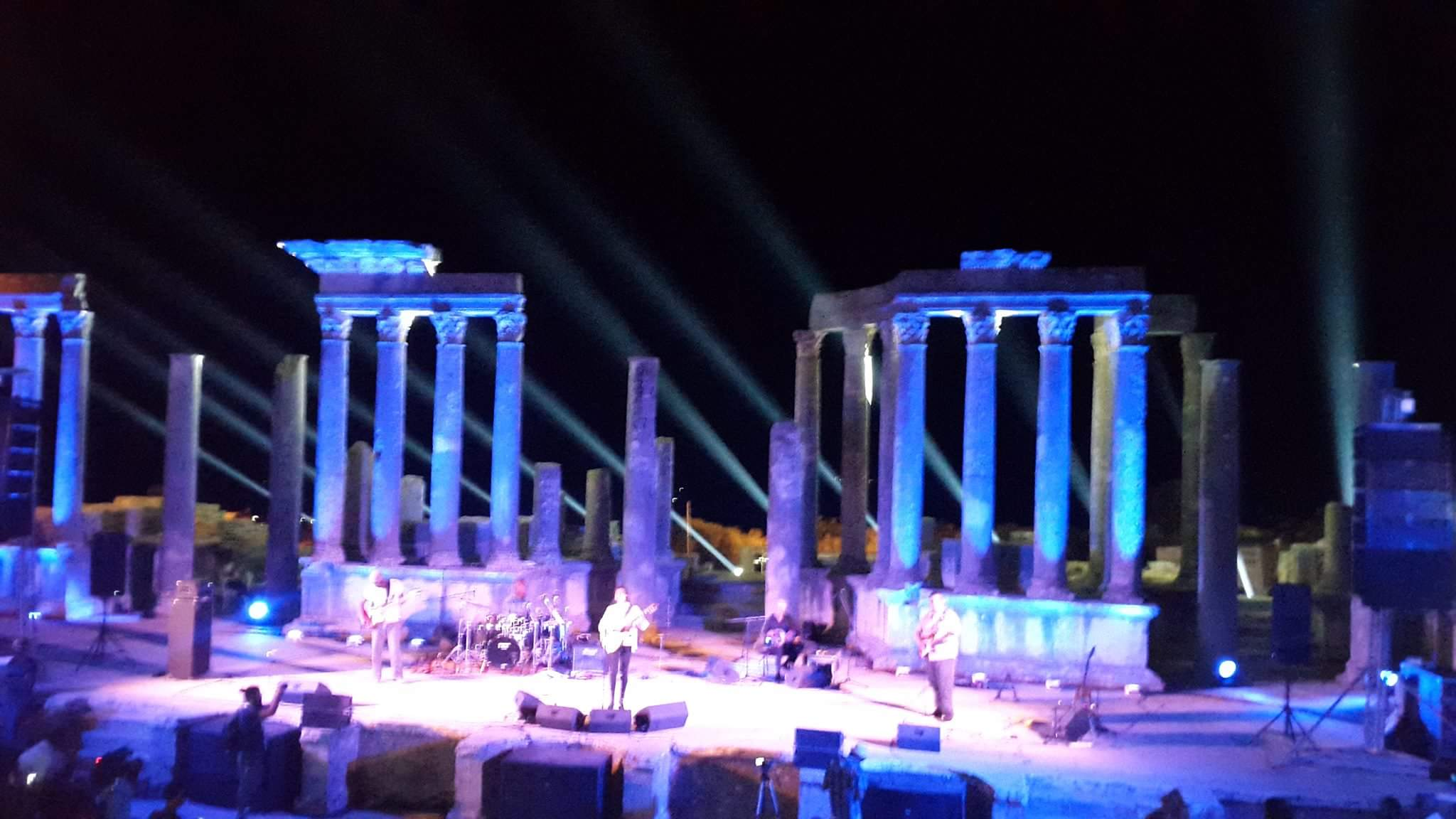
سعاد ماسي في الدّورة الأربعين من المهرجان